# Bufo brongersmai
Bufo brongersmai és una espècie d'amfibi que viu a Algèria, Marroc i el Sàhara Occidental.
Està amenaçada d'extinció per la pèrdua del seu hàbitat natural.